# سیارک ۱۶۴۴۴
سیارک ۱۶۴۴۴ (به انگلیسی: 16444 Godefroy، نامگذاری:1989GW1) شانزده هزار و چهارصد و چهل و چهارمین سیارک کشف شده‌است که در ۳ آوریل ۱۹۸۹ کشف شد.
قدر مطلق سیارک برابر ۱۹.۵ است.